# Typ 99 (mina)
Typ 99 – japońska mina przeciwpancerna używana przez Cesarską Armię Japońską podczas II wojny chińsko-japońskiej i II wojny światowej.
Mina, wyposażona w zapalnik czasowy oraz magnesy służące do przyczepiania jej do pancerza czołgu lub innego pojazdu, przypominała w użyciu granat przeciwpancerny.
Korpus miny wykonany jest z tkaniny, a wykorzystanym w niej materiałem wybuchowym jest trotyl i heksogen.